# Epi-Lasik
Epi-LASIK là một phương pháp điều trị tật khúc xạ, bằng tia laser. Về căn bản tương tự như Lasik: cũng tạo vạt giác mạc rồi điều chỉnh độ khúc xạ (cận thị, viễn thị, loạn thị bằng laser excimer), nhưng ở đây, vạt giác mạc chỉ là lớp biểu mô bề mặt rất mỏng được tách bằng dụng cụ vi phẫu Epi-K (epi-keratome).
Chính vì vạt giác mạc mỏng nên lớp nhu mô (stroma) còn lại để chiếu Laser sẽ nhiều hơn cho nên đối với một số bệnh nhân không đủ bề dày giác mạc để phẫu thuật Lasik thì có thể chọn phương pháp này . Epi-LASIK là một kỹ thuật phẫu thuật khúc xạ được thiết kế để giảm sự phụ thuộc vào kính mắt và kính áp tròng.
Được phát minh bởi tiến sĩ Ioannis Pallikaris (Crete, Hy Lạp) . Nó có thể được coi là tốt hơn hơn so với các phẫu thuật bằng phương pháp cơ học . Không có cơ hội gây tổn hại các tế bào gốc và cũng tương đối ít đau đớn hơn Lasek.

## Quy trình phẫu thuật
1. Nhỏ thuốc tê
2. Tách lớp biểu mô giác mạc (epithelium) bằng một loại dao gọi là epi-keratome , tương tự như microkeratome
3. Chiếu Laser
4. Rửa sạch
5. Phủ lại lớp vạt biểu mô giác mạc
6. Đeo kính sát tròng đặc biệt để bảo vệ khoảng 3-5 ngày.

## Ưu điểm
1. Tiết kiệm nhiều mô giác mạc nên phẫu thuật tốt cho những bệnh nhân độ cao.
2. An toàn cho những bệnh nhân giác mạc mỏng .
3. Là chọn lựa tốt cho những người dễ bị va chạm trực tiếp vào mắt.
4. Ít thiệt hại cho các dây thần kinh giác mạc, do đó hiện tượng khô mắt ít xuất hiện hơn
5. Thị lực sau mổ ổn định tốt.
6. Nếu độ dày của giác mạc không phù hợp để phẫu thuật Lasik (<110 micrometer và >60 micrometer), Epi-Lasik có thể là lựa chọn thích hợp, ngoài Lasek.

## Các biến chứng có thể xảy ra
- Thị lực sau PT không ổn định hay hồi phục chậm [7]
- Sẹo giác mạc
- Khó chịu sau PT nhiều hơn so với phương pháp Lasik